# Université de La Laguna
L'université de La Laguna (en espagnol : Universidad de La Laguna ou ULL) est une université publique espagnole située à San Cristóbal de La Laguna, au nord de Tenerife, dans l'archipel des îles Canaries. L'université de La Laguna est la plus ancienne université des îles Canaries.
En 2015, l'université de La Laguna a été incluse dans le classement des 500 meilleures universités dans le monde. D'autre part, elle est également considérée comme la première université en Espagne pour la coopération scientifique. Pendant ce temps, en 2016 à l'université de La Laguna a été reconnue comme la deuxième meilleure université en Espagne en sciences humaines, selon un sondage réalisé par la Fundación Everis.

## Présentation

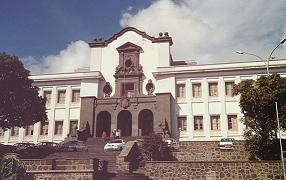
Campus de l'université de La Laguna.

## Étudiants célèbres
- Félix Francisco Casanova (1956-1976), poète espagnol;
- Lorena Berdún, psychologue espagnole[4];
- Sol Calero, artiste vénézuélienne.

### Source
- (es) Cet article est partiellement ou en totalité issu de l’article de Wikipédia en espagnol intitulé « Universidad de La Laguna » (voir la liste des auteurs).